# Sympterygia lima
Sympterygia lima is een vissoort uit de familie van de Arhynchobatidae. De wetenschappelijke naam van de soort is voor het eerst geldig gepubliceerd in 1835 door Poeppig.